# Tony Sloane
Tony Sloane (Norfolk, 1970) è un ex militare e scrittore britannico, nonché ex volontario nella Legione straniera francese.

## Biografia
Di giovinezza travagliata, Sloane abbandona gli studi a 16 anni dopo il divorzio dei genitori. Vive di diversi lavori e senza una casa sino a quando, durante un viaggio alla ricerca di un lavoro a Gibilterra, incontra a Marsiglia un legionario, evento che lo porta all'arruolamento nella Legione straniera francese.
Congedato dalla Legione dopo 5 anni di servizio, intraprende diversi viaggi in Europa ed America e successivamente si arruola nel British Parachute Regiment partecipando ad operazioni nei Balcani, Sierra Leone, Irlanda del Nord, Iraq e Afghanistan.
Conclusa la sua carriera militare, lavora come consulente per la sicurezza. Sale alla notorietà con la pubblicazione nel 2004 del suo libro sulla vita durante il servizio nella Legione.

## Pubblicazioni
- The naked soldier, 2004. (Legionario, la mia vita nella Legione Straniera, edizioni Piemme 2008; ISBN 978-88-384-8961-7 nell'edizione italiana)